# 卡斯特利翁-德拉普拉納主教座堂

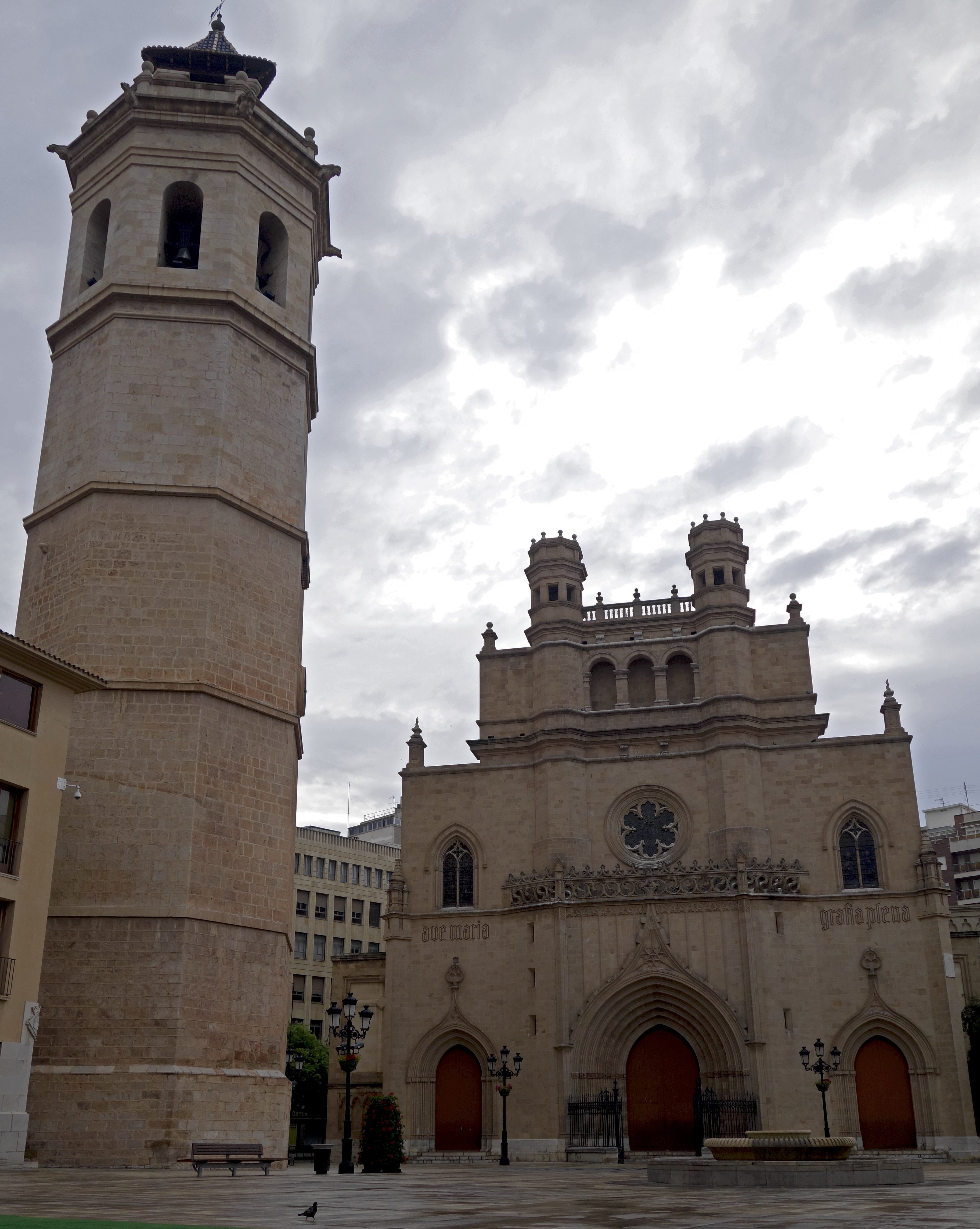

卡斯特利翁-德拉普拉納主教座堂（Castelló Cathedral）是位於西班牙城市卡斯特利翁-德拉普拉納的一座羅馬天主教的主教座堂。卡斯特利翁-德拉普拉納主教座堂的建築風格為哥特式建築。

## 外部連結
- Diocese of Segorbe-Castelló （页面存档备份，存于）
- Co-cathedral website（页面存档备份，存于）
- Co-cathedral at Campaners.com（页面存档备份，存于）